# 伏見稻荷大社

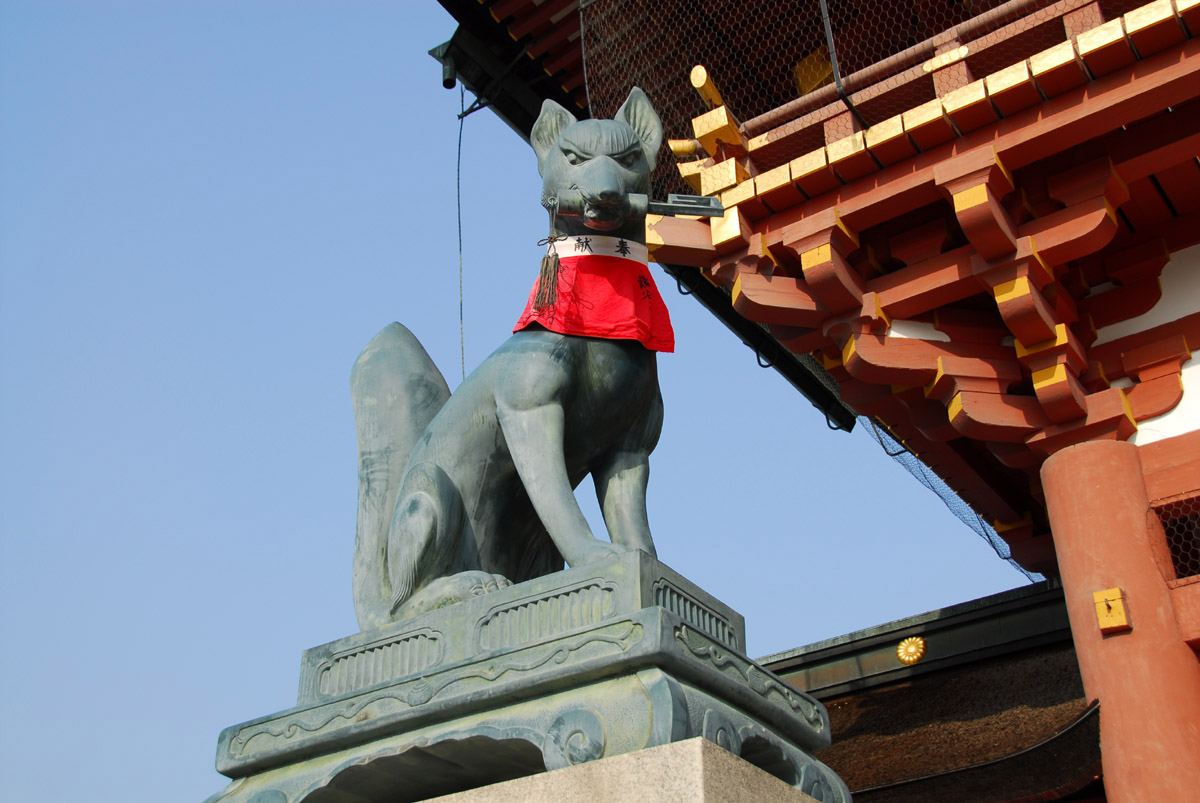
叼著鑰匙的狐，是稻荷神的使者

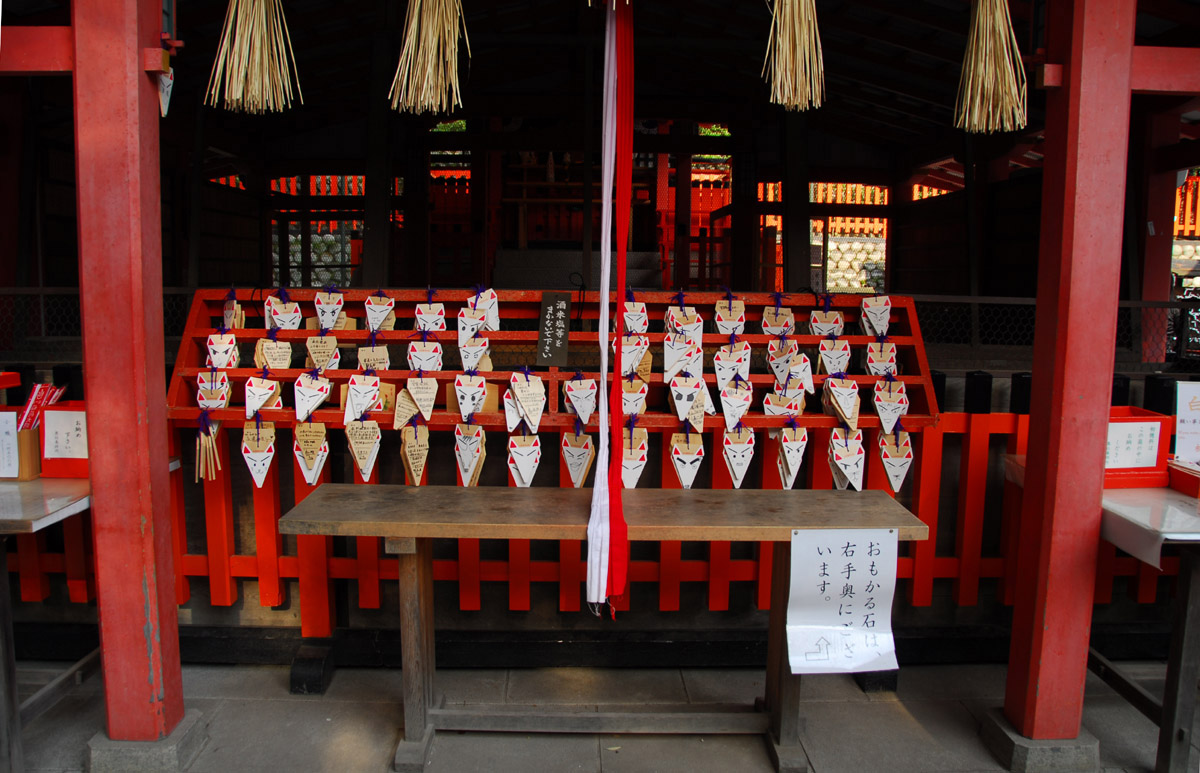
造型奇特的狐繪馬

伏見稻荷大社（日语：／ Fushimi-Inari Taisha）是一座位於日本京都市伏見區內的神社，是遍及日本全國各地約三萬所的稻荷神社之總本社，也是近畿地方初詣參拜者最多的社寺（2010年日本國內第4位）。以境內所擁有的「千本鳥居」聞名。
為式內社（名神大社）、二十二社（上七社）之一社。舊社格為官幣大社，現在是不屬於神社本廳的單立神社。現存舊社家是大西家。

## 参拜
伏見稻荷大社位於稻荷山的山麓，在傳統上整個稻荷山的範圍都被視為是神域（聖地）的範圍。伏見稻荷大社主要是祀奉以宇迦之御魂大神為首的諸位稻荷神，自古以來就是農業與商業的神明，除此之外也配祀包括佐田彥大神、大宮能賣大神、田中大神與四大神等其他的神明。由於每年都有大量的香客前來神社祭拜求取農作豐收、生意興隆、交通安全，使得該神社成為京都地區香火最盛的神社之一。另外，起源於江戶時代的習俗，前來此地許願的人們往往會捐款在神社境內豎立一座鳥居來表達對神明的敬意，使得伏見稻荷大社的範圍內豎有數量驚人的大小鳥居，而以「千本鳥居」之名聞名日本全國乃至於海外。捐款豎立鳥居的單位包含個人、公司行號乃至於各地的商會組織，目前現存的鳥居，最早可以追溯到明治年間。
在神社的分類上，伏見稻荷大社屬於式內社（被延喜式神名帳所收錄的神社）中的名神大社（祭祀知名神明、自古以來就非常靈驗的神社）等級，為二十二社之一，舊時神社社格屬官幣大社等級。

## 歷史
相傳伏見稻荷大社是在奈良時代的711年（和銅4年）2月19日時，由伊侶具秦公奉命在伊奈利山（稻荷山）三峰設置，用以祭祀秦氏世代以來的守護神（氏神）也是農耕之神的稻荷神，並將神社命名為「伊奈利社」（「伊奈利是日文中「稻生」的發音直接轉譯）。
伏見稻荷大社的社家（世襲神社內神職人員一職的家族）曾經出過多位學者，其中又以江戶時代中期的國學者荷田春滿最為知名。今日伏見稻荷大社境內可以見到被特別保存下來的荷田春滿舊宅，在一旁則可以見到原本是為了祭祀荷田春滿所設、目前已獨立而出的東丸神社。東丸神社前的小徑旁的牆上可以見到大量的繪馬，是長年來來到此地求取考運的學子為了祈福而懸掛。

## 建築
伏見稻荷大社最初的本殿已於應仁之亂時燒毀，今日所見到的本殿為明應8年（1499年）時重建的版本，目前被日本政府指定為國家重要文化財產。
除了主殿建築之外，伏見稻荷大社境內最受注目的建物莫過於滿佈整座山頭的各式大小鳥居。除此之外，神社的範圍之內也可以見到許多狐狸（稻荷神的使者）的雕像，與非常特殊的狐狸造型繪馬。

## 交通
在許多前往伏見稻荷大社的交通方式之中，鐵路是最為便捷的一種。隸屬於JR西日本奈良線沿線的稻荷車站，與伏見稻荷大社的入口僅有一街之隔，是來此參訪的香客們主要的進出管道，而車站月台的遮雨棚樑柱也特別漆成像鳥居的橘紅色。另外京阪電鐵亦設有伏見稻荷站，離大社入口約步行5分鐘。
另市內公車則有從京都站開出的南5及105號線兩個選擇，下車後走7分鐘即可到達入口。

## 圖片集

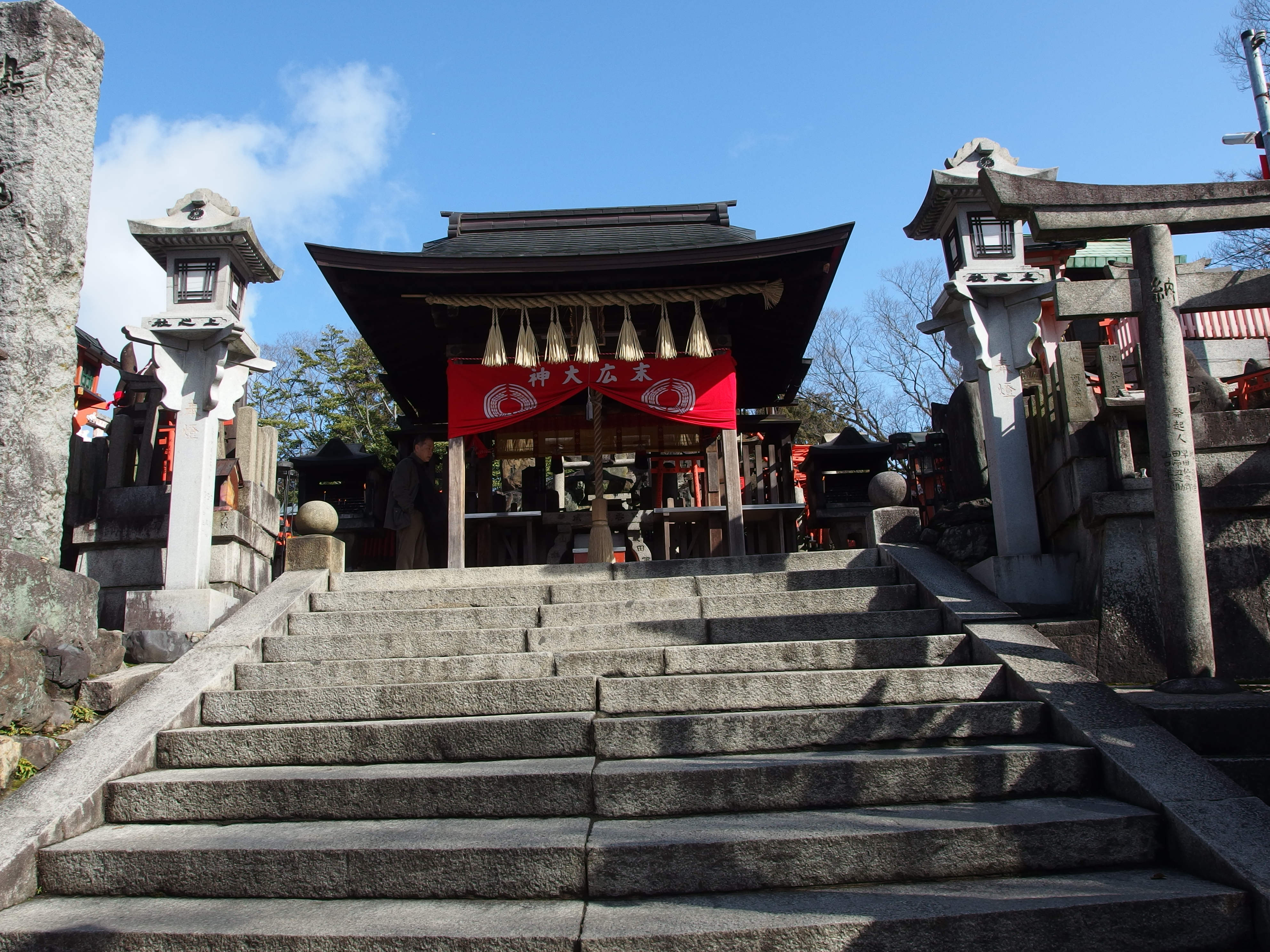
位於稻荷山頂、伏見稻荷大社境內高度最高的「上之神社」
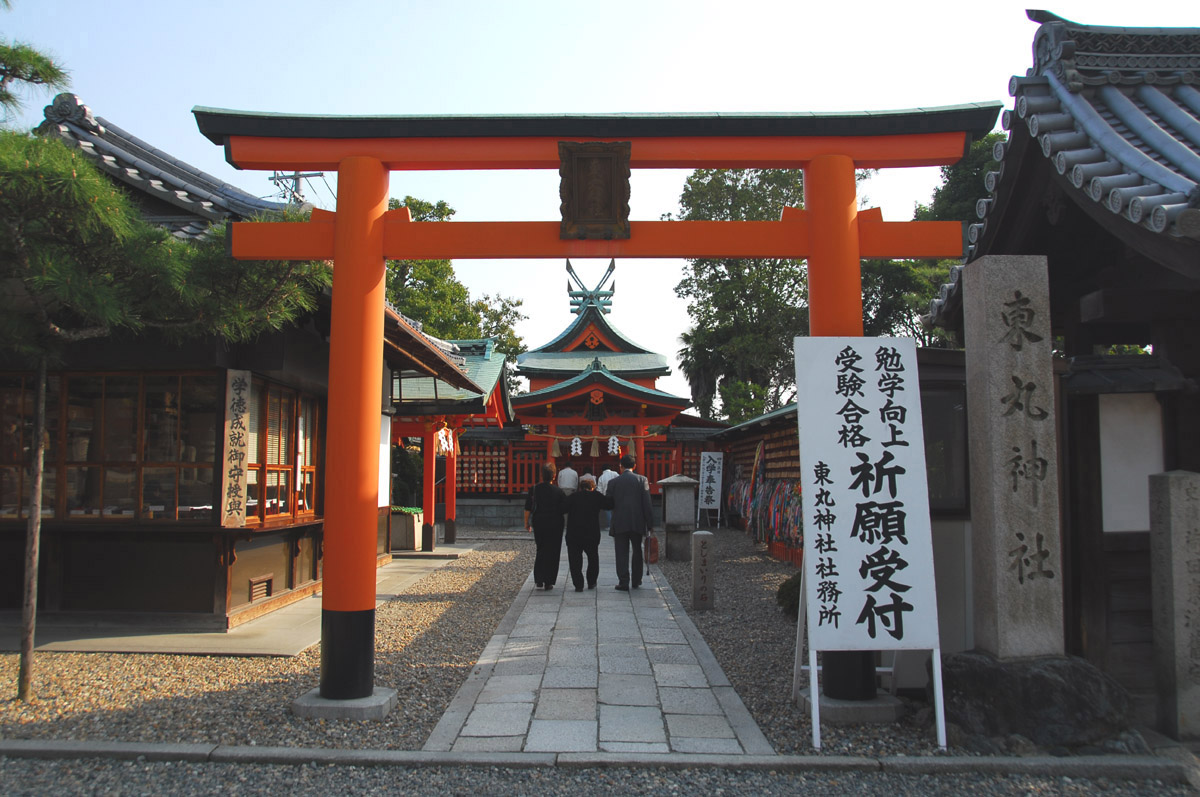
位在伏見稻荷大社境內，但實際上已獨立運作的東丸神社
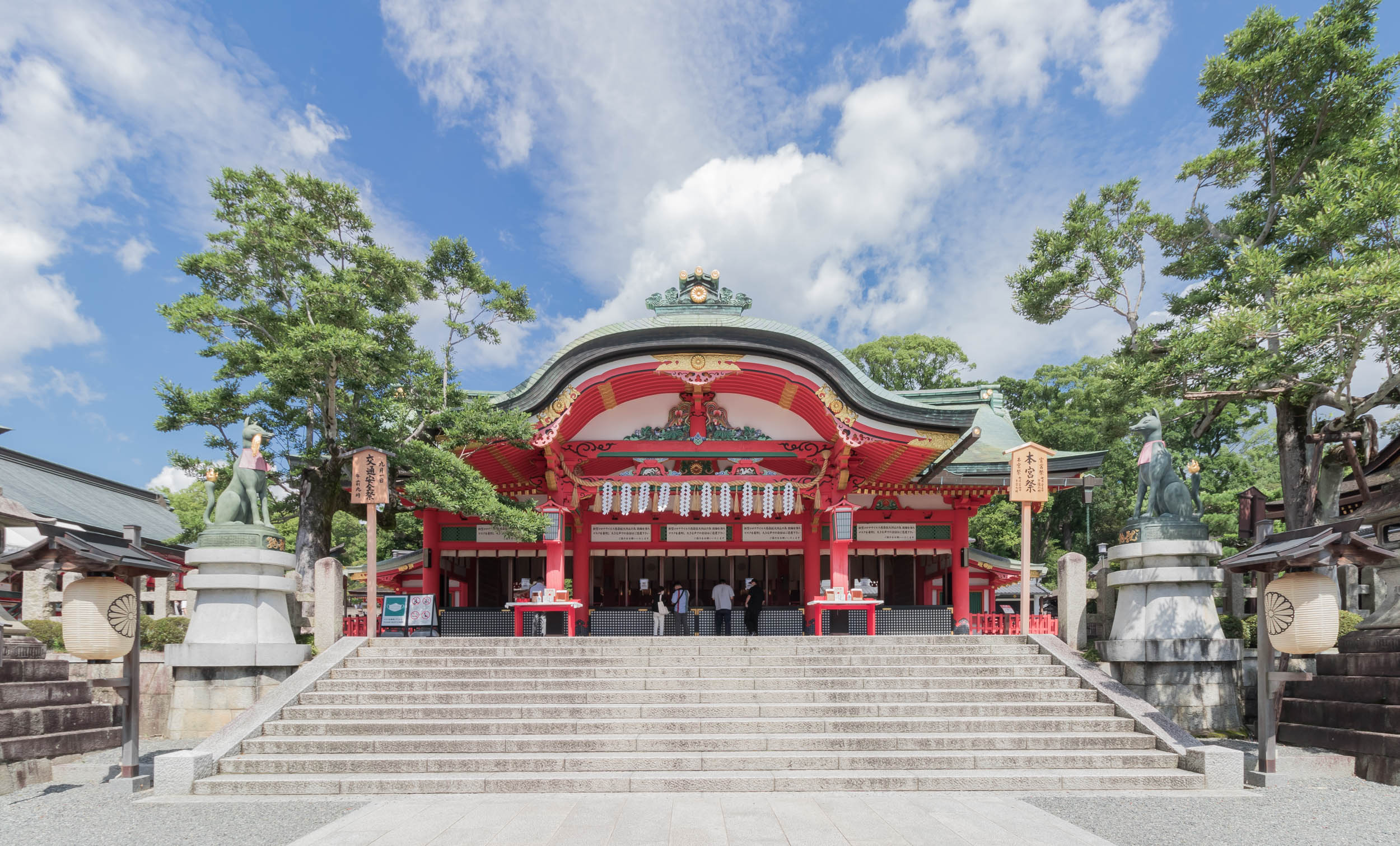
内拜殿
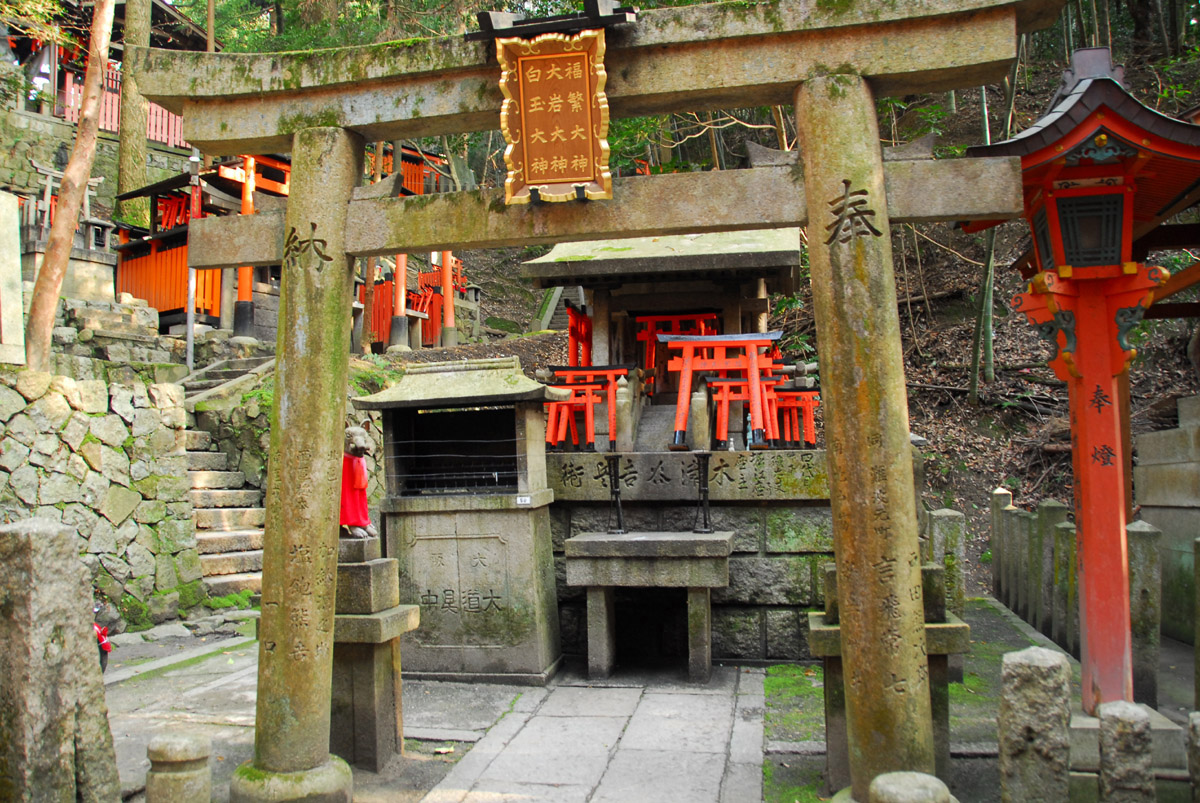
稻荷山境內一個用來祭祀「鳥居」的小祭壇
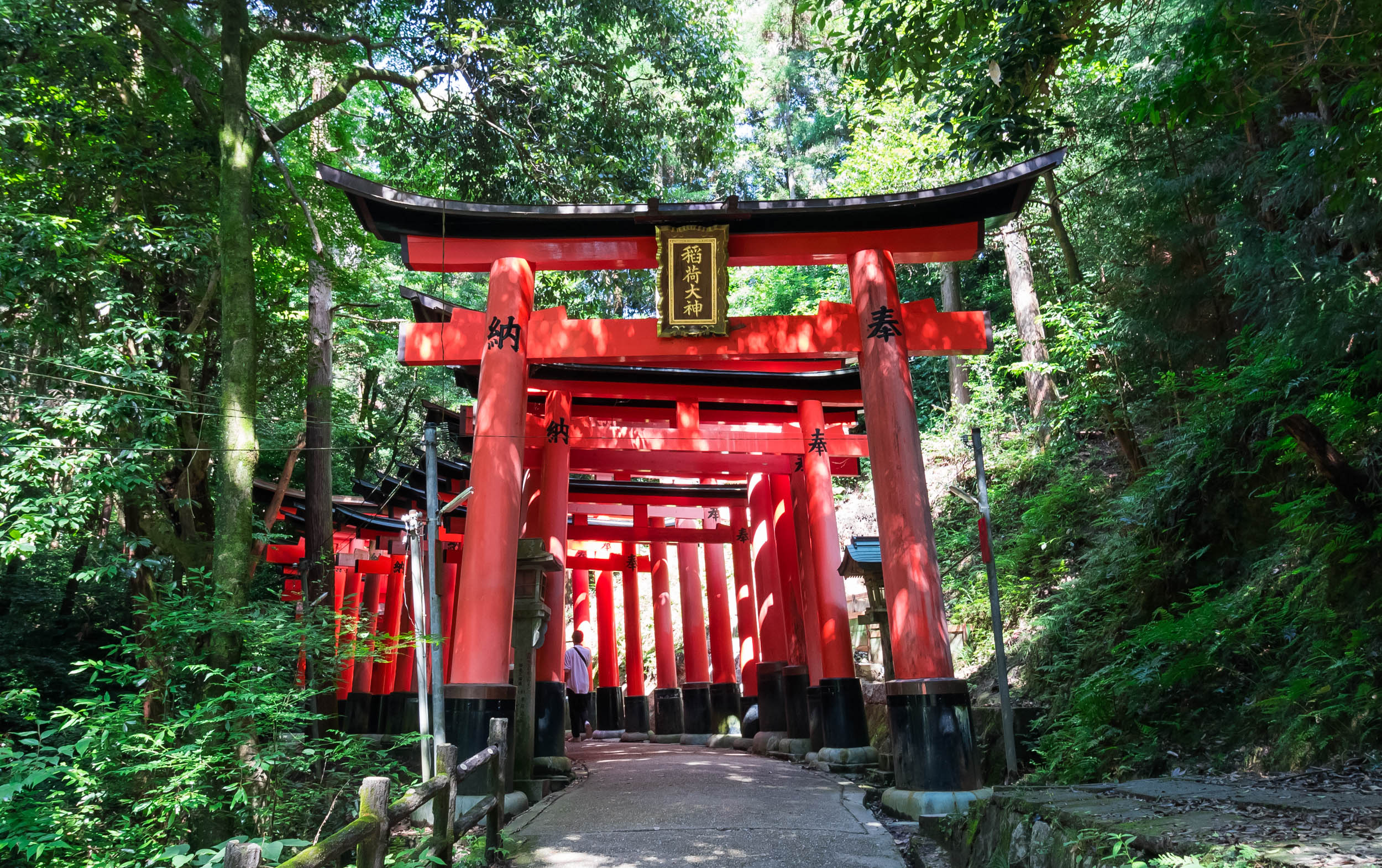
千本鳥居
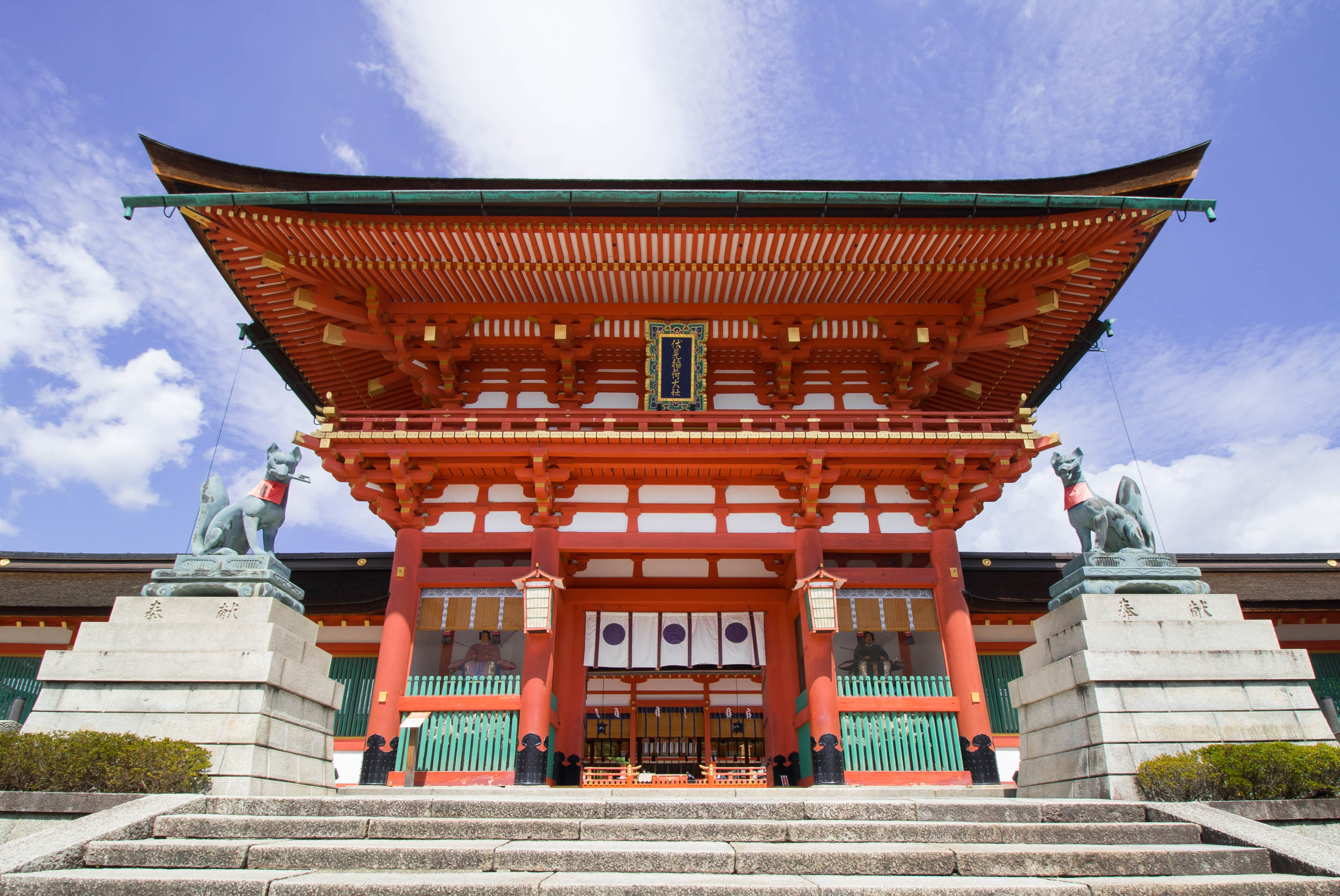
樓門

## 外部連結
- 伏見稻荷大社 （页面存档备份，存于）
- （日語）伏見稻荷大社官方網站 （页面存档备份，存于）
- （日語）稻荷信仰與京都伏見稻荷大社 （页面存档备份，存于）
- （日語）伏見稻荷大社 （页面存档备份，存于）
- （日語）伏見稻荷大社（京都的歷史）
- OpenStreetMap上有關96291583  伏見稻荷大社的地理